# Сиасиа, Самсон
Самсон Сиасиа (англ. Samson Siasia; род. 14 августа 1967, Ajegunle, Лагос) — нигерийский футболист и футбольный тренер. Выступал на позиции нападающего. В настоящее время — главный тренер основной и олимпийской сборных Нигерии.

## Карьера

### Клубная карьера
Начинал играть в футбол на взрослом уровне в нигерийских командах, затем в течение шести сезонов играл за бельгийский «Локерен». В 1993-95 годах выступал за французский «Нант» и в сезоне 1994/95 стал чемпионом Франции, но по окончании сезона покинул команду. На следующий год играл за аутсайдера чемпионата Португалии «Тирсенсе», с которым вылетел из высшего дивизиона. В конце своей карьеры играл в Саудовской Аравии, Австралии и Израиле. Вместе со своим земляком Питером Аносике Сиасиа стал первым нигерийцем, игравшим в австралийской лиге.

### Карьера в сборной
В 1985 году стал бронзовым призёром молодёжного чемпионата мира, проходившего в СССР, на турнире забил один гол — в ворота сборной Канады. В 1988 году в составе олимпийской сборной Нигерии участвовал в Олимпиаде в Сеуле.
За первую сборную Нигерии выступал с 1984 года. Первую игру провёл 4 ноября 1984 года в отборочном турнире ЧМ-1986 против Либерии, всего на счету игрока 49 матчей и 17 голов, включая матчи отборочного турнира Олимпиады-1988.
В составе сборной в 1992 году стал бронзовым призёром Кубка африканских наций, а в 1994 году победил в этом турнире. В том же 1994 году принимал участие в чемпионате мира в США, сыграл в трёх матчах и забил гол в ворота сборной Аргентины. В 1995 году участвовал в Кубке Короля Фахда. Последний матч за национальную команду сыграл 22 февраля 1998 года против Ямайки и в нём же забил свой последний гол.

### Тренерская карьера
Начал тренерскую карьеру в начале 2000-х годов, работая с юношескими командами в США.
В 2005 году возглавил молодёжную сборную Нигерии, в том же году на молодёжном чемпионате Африки одержал победу, а на мировом молодёжном чемпионате Нигерия стала второй, уступив в финале Аргентине. Одновременно помогал Августину Эгуавону в главной сборной страны.
В январе 2007 года назначен тренером олимпийской сборной Нигерии. На Олимпиаде-2008 в Пекине нигерийцы завоевали серебро, в финале проиграв Аргентине. После завершения олимпийского цикла, в марте 2009 года Сиасиа снова стал тренером молодёжной сборной.
С июля 2010 года тренер недолгое время возглавлял клуб «Хартленд», подписав с ним 6-месячный контракт.
В ноябре 2010 года назначен тренером национальной сборной Нигерии, сменив шведа Ларса Лагербека, однако не смог добиться успеха в отборочном турнире к Кубку Африки-2012 и в октябре 2011 года был уволен.
В 2012 году тренера пригласили возглавить клуб «Дургапур», выступавший в одной из коммерческих лиг Индии, вместе с ним к команде присоединился Джей-Джей Окоча, бывший партнёр Сиасиа по сборной Нигерии. Данный проект не имел коммерческого успеха и вскоре был закрыт.
В 2015 году снова возглавлял олимпийскую сборную Нигерии и вместе с ней победил на молодёжном (U23) чемпионате Африки, который также являлся отборочным этапом к Олимпиаде-2016 в Рио-де-Жанейро. В феврале 2016 года также назначен главным тренером первой сборной Нигерии, сменив на этой должности Сандэя Олисе.

## Достижения

### Как игрок
- Чемпион Франции 1994/95
- Обладатель Кубка африканских наций: 1994
- Бронзовый призёр Кубка африканских наций: 1992
- Бронзовый призёр чемпионата мира среди молодёжи: 1985

### Как тренер
- Победитель молодёжного (U20) чемпионата Африки: 2005
- Победитель молодёжного (U23) чемпионата Африки: 2015
- Серебряный призёр молодёжного чемпионата мира: 2005
- Серебряный призёр Олимпийских игр: 2008